# John Erskine, 20. Earl of Mar
John Erskine, 20. Earl of Mar (* 1585; † 1653) war ein schottischer Adliger.

## Leben
Sein Vater war John Erskine, 19. Earl of Mar, seine Mutter war Anne Drummond, eine Tochter von David Drummond, 2. Lord Drummond.
Mit dem Tod seines Vaters am 14. Dezember 1634 übernahm er den Titel 20. Earl of Mar (erster Verleihung), sowie die nachgeordneten Titel 13. Lord Garioch und 8. Lord Erskine. Gemäß einer Entscheidung des House of Lords Privileges Committee vom 26. Februar 1875 gilt er de iure auch als 3. Earl of Mar (siebter Verleihung).
Im Juni 1610 wurde er anlässlich der Investitur des Prinzen Henry Frederick Stuart als Prince of Wales zum Knight of the Bath geschlagen. In den Jahren zwischen 1615 und 1638 war er Kommandant und Gouverneur von Edinburgh Castle. In der Zeit zwischen 1620 und 1626 sowie zwischen 1628 und 1630 war er Extraordinary Lord of Session (vom König ernannter adeliger Richter am Obersten Zivilgericht); im Jahr 1617 zudem Mitglied des Geheimen Kronrates.
Durch seine Ehe, geschlossen am 6. Februar 1609 mit Jean Hay, Tochter von Francis Hay, 9. Earl of Erroll hatte er zwei Kinder:
- John Erskine, 21. Earl of Mar († 1668);
- Elizabeth Erskine ⚭ Archibald Napier, 2. Lord Napier (um 1625–1660).